# Капитолин
Капитоли́н (лат. Capitolinus) — римский политический деятель второй половины III века.

## Биография
О Капитолине ничего неизвестно, кроме того, что он занимал должность ординарного консула в 274 году вместе с императором Аврелианом. В Галльской империи были свои два консула — август Тетрик и цезарь Тетрик.